# Rendolepsis
Rendolepsis és una pel·lícula luxemburguesa realitzada el 2003, dirigida per Marc Barnig i Philippe Schockweiler i produïda per Koler Movies Lëtzebuerg (KML). La pel·lícula es va estrenar el setembre de 2003 al cinema Kinosch a Esch-sur-Alzette. El diàleg és en luxemburguès.

## Argument
És protagonitzada per Vivi Giampaolo i Joëlle Kugener que representen dos amics que s'embarquen en una aventura d'aprendre més sobre un misteriós llibre que un d'ells es troba en el seu àtic.